# El Caney (Santa Rosa de Osos)
El Caney es una vereda ubicado en el suroriente de Santa Rosa de Osos, Antioquia, Colombia en la llanura aluvial del  río Grande, a su vez es una de las tierras más cálidas de Santa Rosa de Osos, con una temperatura de 22 °C en promedio, alcanzando hasta los 30 °C, considerándose cómo el sitio de mayor proyección turística en temas de fincas de recreo y espacios de esparcimiento asociados especialmente a las fuentes hídricas, entre ellas al complejo de ciénagas que constituyen la parte baja de la cuenca del Grande. Este hecho ha propiciado que en el poblado se desarrollen las denominadas "Fiestas Del Turismo" que atraen a muchos visitantes de la región.
En este lugar se encuentra también muy cerca "La Isla Tahití", un islote en el  río Grande. con un pequeño complejo turístico muy atractivo que durante muchos años ha sido uno de los sitios de interés a visitar en Santa Rosa de Osos.
Cómo todo el territorio santarrosano, El Caney no es ajeno a las tradiciones religiosas del Municipio y entre sus atractivos turísticos se encuentra la Capilla del Señor de los Milagros, ubicada en la plaza principal del pueblo. En la actualidad se encuentra en proceso administrativo de convertirse en corregimiento del municipio. Sin embargo el poblado se constituiría cómo el único corregimiento sin parroquia, dependiendo eclesiásticamente de la parroquia de San Pablo, lugar con el que tiene estrechas relaciones culturales y sociales. Quedando como los 2 Corregimientos más cercanos entre sí del municipio con una distancia lineal de unos 3 kilómetros aproximadamente uno del otro, ubicándose San Pablo en la cima de la montaña y El Caney en la llanura aluvial del río Grande, a una corta distancia de la frontera con Donmatías.
El pueblo es cercano a la confluencia de los ríos Grande y Medellín que forman al río Porce y es a su vez un eje de intercambio social dada su cercanía a los corregimientos de Porcesito, Botero y Santiago de Santo Domingo, Bellavista de Donmatías, La Estrella de Gómez Plata, Villanueva de Yolombó y la carretera que de Barbosa conduce a Gómez Plata

## Historia
El Caney es uno de los 3 centros poblados veredales, que junto con 5 corregimientos, 82 veredas, 8 caseríos rurales y 125 parajes, forman el municipio de Santa Rosa de Osos. Está ubicado en el suroriente del municipio, en la región geográfica de la llanura del río Grande. El territorio que el gobierno de Santa Rosa de Osos administra desde la centralidad de El Caney, limita al norte con las veredas administradas desde el corregimiento San Pablo, al oriente de nuevo con San Pablo y el municipio de Santo Domingo, al sur con el municipio de Donmatías y al occidente con las veredas administradas desde el corregimiento San Isidro. En cuanto al territorio total de sus veredas, es el centro poblado más extenso — y con 538 hab, el segundo más poblado después de El Chaquiro. 
El Caney obedece su nombre a los primeros pobladores afrodescendientes, provenientes de los municipios de Segovia, Vegachí y Yolombó, quienes originalmente se dedicaron al cultivo del tabaco, el cual, para ser secado, lo colocaban al Sol en una construcción llamada Caney. 
Es considerado "la costa" del municipio de Santa Rosa de Osos, porque posee un piso térmico cálido con temperatura promedio de 30 °C, además de contar con la presencia de un gran número de humedales, ciénagas y lagos naturales, correspondientes a la llanura de inundación del río Grande, situados en la zona de vida de bosque húmedo pre montano. Es una combinación de extensas praderas, cuenta con gran parte de bosques y aún conserva mucho la biodiversidad.
La comunidad está compuesta por unas 300 familias distribuidas en El Caney, La Pava Salamina, La Pavita y Peñitas. La principal actividad económica que realizan los habitantes de la vereda se desarrolla en el sector primario con la agricultura, ganadería y minería.
El Caney cuenta con gran número de afluentes, los cuales se han convertido en zona de descanso, esparcimiento y camping.
El Centro Educativo Rural  Nicolás Ruiz lleva el nombre de un personaje distinguido  en la comunidad por su espíritu de servicio a la educación y por su don de gente.

## Demografía
- Población             = 538
- Población Urbana         = 284
- población al año         = 2015

Equivale al 1.45% de la población municipal

## División Política
La zona rural se divide en 4 veredas, las cuales son:
A su vez Los parajes constituyen la división política inferior de Santa Rosa de Osos, situándose al interior de las veredas, corregimientos o la propia cabecera urbana; contando algunos con un centro poblado definido, capilla, escuela y vías de acceso; otros en cambio carentes de población en la actualidad, que sin embargo mantienen su categoría y denominación por motivos tradicionales y geográficos. En El Caney encontramos los siguientes parajes:
| 'Parajes del Centro Poblado de El Caney'                            |                                          |                                                      |         |         |
| Puente Gabino                                                       | Rumazón                                  | Porcelana                                            | Karelia | Peñitas |
| Bagatela                                                            |                                          |                                                      |         |         |
| 'Parajes veredales de El Caney'                                     |                                          |                                                      |         |         |
| Vereda La Pava Salamina: Manizales, La Pavita, Porcelanda, Segovita | Vereda El Barro: Las Atraviesas, La Vega | Vereda La Quebradita: La Isleta, Las Islas, Remolino |         |         |